# Anacroneuria iridescens
Anacroneuria iridescens is een steenvlieg uit de familie borstelsteenvliegen (Perlidae). De wetenschappelijke naam van de soort is voor het eerst geldig gepubliceerd in 1922 door Klapálek.